# Lee Da-hae
 (novembre 2012).
Si vous disposez d'ouvrages ou d'articles de référence ou si vous connaissez des sites web de qualité traitant du thème abordé ici, merci de compléter l'article en donnant les références utiles à sa vérifiabilité et en les liant à la section « Notes et références ».
Lee Da-hae, de son nom de naissance Byun Da-hye, née le 19 avril 1984 à Séoul, est une actrice, mannequin et animatrice de télévision coréenne.

## Biographie
Lee Da-hae commence sa carrière quand elle gagne le titre de MBC Chun Hyang Pageant en 2001, puis joue ensuite dans des drames et des clips vidéo.
En 2004, elle a obtenu son premier rôle principal dans Lotus Flower Fairy, un drama de MBC pour lequel elle reçoit le Baeksang Arts Awards de la meilleure nouvelle actrice.
En 2005, elle devient une star grâce à ses rôles dans les dramas My Girl et Vert Rose.
En 2008, elle est engagée pour jouer dans le drame d'action East of Eden avec  Yun Jung-hoon et Song Seung-hun. Lors du tournage, elle doit aller aux urgences pour cause de fatigue excessive et quitte la série après l’épisode 40.

## Filmographie

### Télévision
| Année | Titre                                  | Rôle              | Réseau        |
| 2002  | Ling Ling / Ring Ring (링링)           | Song Eun-ha       | MBC           |
| 2002  | Shoot for the Stars (별을쏘다)         |                   | SBS           |
| 2003  | Thousand Years of Love (천년지애)      |                   | SBS           |
| 2003  | Good News (기쁜 소식)                  |                   | MBC           |
| 2004  | Sweet 18 (낭랑18세)                    | Moon Ga-young     | KBS           |
| 2004  | Star's Echo (별의 소리)                | Ji-young          | MBC / Fuji TV |
| 2004  | Lotus Flower Fairy (왕꽃 선녀님)       | Yoon Cho-won      | MBC           |
| 2005  | Green Rose (그린로즈)                  | Oh Soo-ah         | SBS           |
| 2005  | My Girl (마이걸)                       | Joo Yoo-rin       | SBS           |
| 2007  | Hello! Miss (헬로 애기씨)              | Lee Su-ha         | KBS           |
| 2007  | Robber (불한당)                        | Jin Dal-rae       | SBS           |
| 2008  | East of Eden (에덴의 동쪽)             | Min Hye-rin       | MBC           |
| 2010  | Chuno (추노)                           | Un-nyun / Hye-won | KBS           |
| 2010  | The Fugitive: Plan B (도망자 Plan.B)   | Hye-won (cameo)   | KBS           |
| 2011  | Miss Ripley (굿바이 미스 리플리)       | Jang Mi-ri        | MBC           |
| 2012  | Love Recipe / Love Actually (愛的蜜方) | Wang Xiao Xia     | Hunan TV      |
| 2013  | IRIS 2 (아이리스 2 )                   | Ji Su Yeon        | KBS           |